# BMW 801

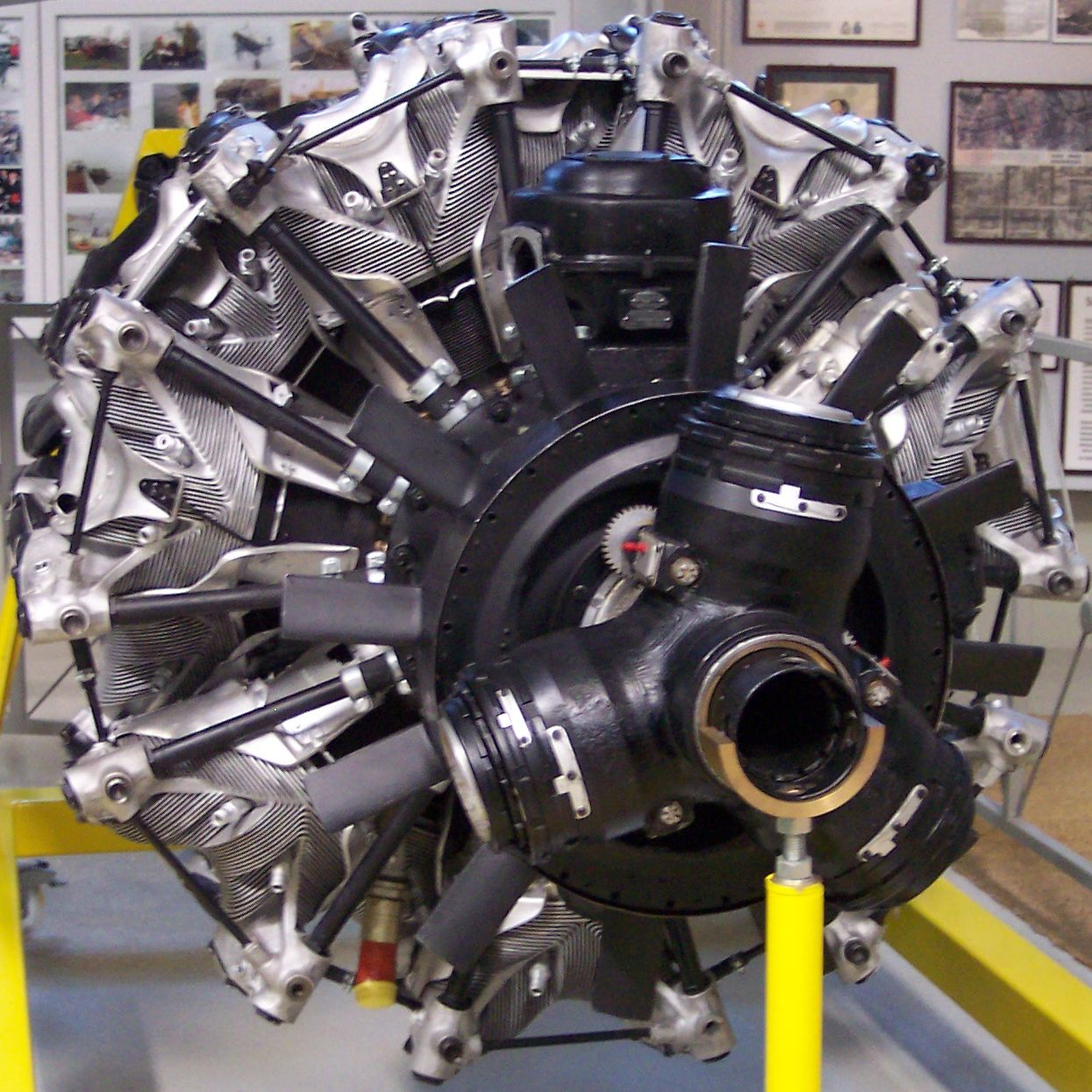
エンジンの前面

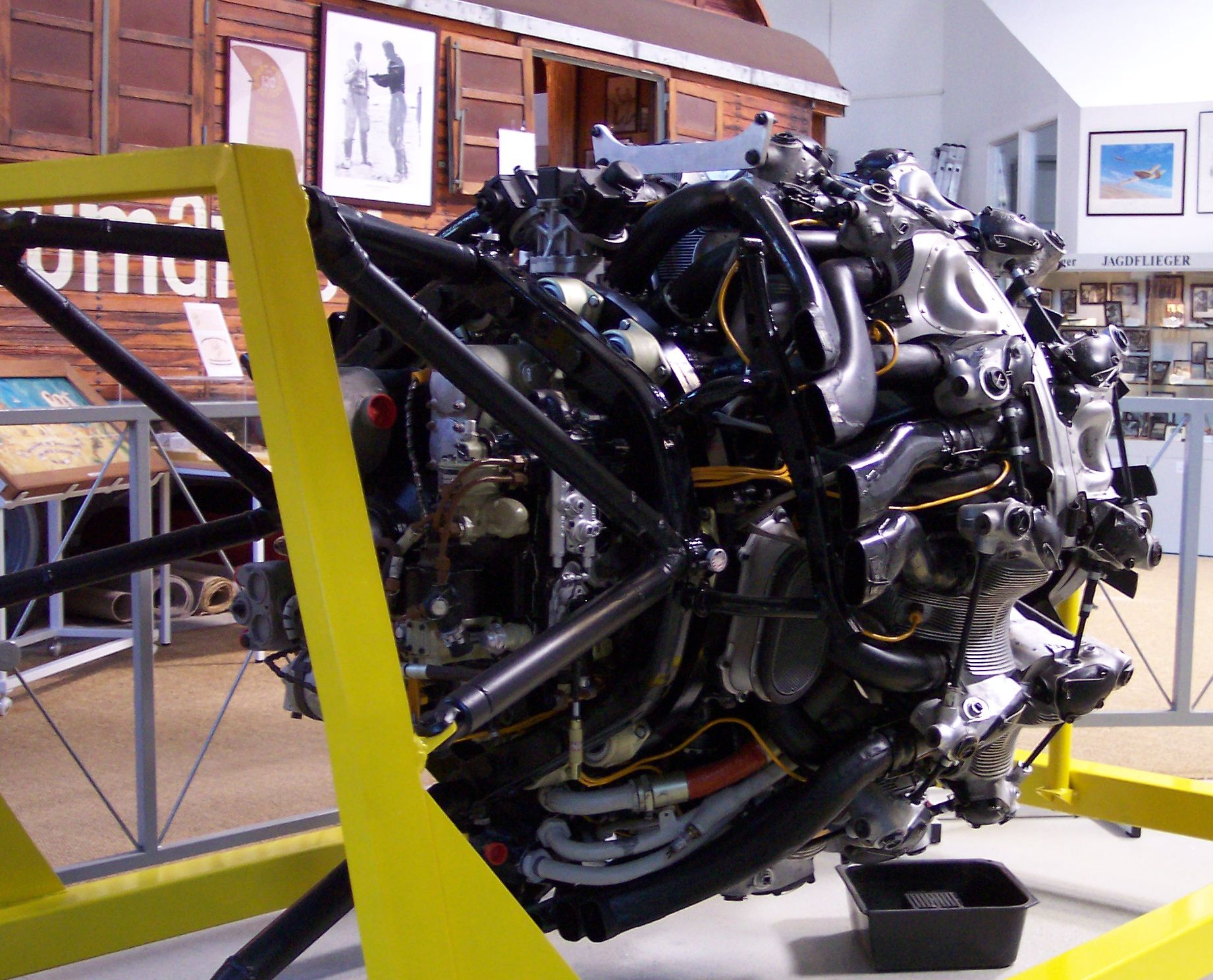
エンジンの後方

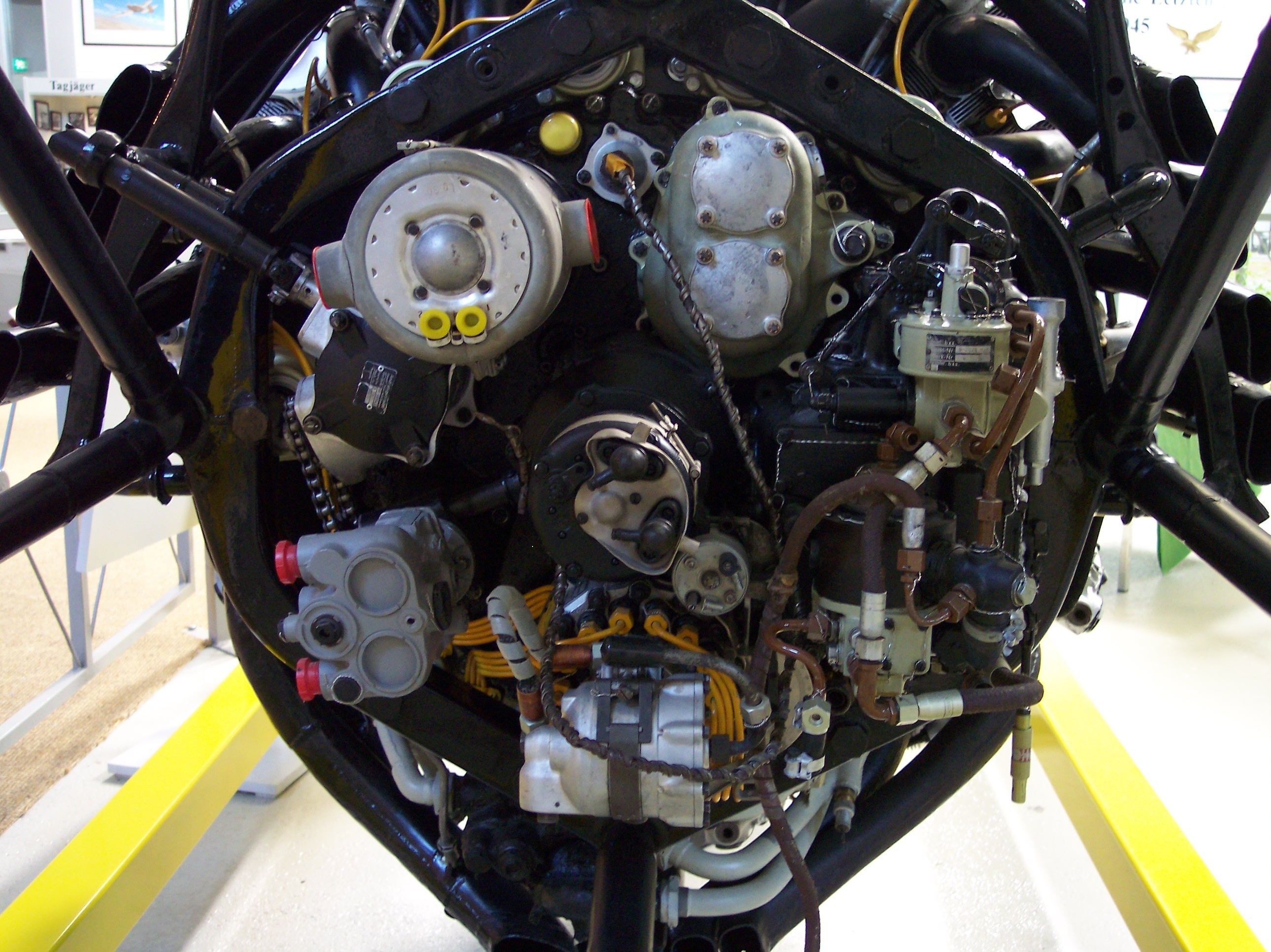
エンジンの背面

BMW 801はドイツのBMWが第二次世界大戦期に製造した航空機用空冷二重星型14気筒エンジンである。
もともと大型機用のエンジンとして企画されたが、フォッケウルフのFw 190のエンジンに採用されたことで開発の方向性が決定付けられた。Fw 190の他にJu 88をはじめとするドイツ空軍の大型機にも搭載されている。
基本設計自体は比較的手堅かったものの、空燃比制御や点火時期制御といった各種制御技術には当時の工業先進国であるドイツらしい工夫が凝らされており、その概念は現代のレシプロエンジンで採用されている制御システムに通じている。

## 開発経緯
BMW 801の先祖にあたるエンジンはBMW 132である。BMWは1930年代にプラット&ホイットニー社製のR-1690 ホーネットのライセンスを取得し、1930年代中頃までにはホーネットを改良してBMW 132を開発した。BMW 132は幅広く使用され、特にJu 52のエンジンとして長い間活躍した。
1935年、ドイツ航空省（RLM）は従来より大型で高出力の星型エンジンを試作させるためにプロジェクトを立ち上げ、当時計画中であったブラモ社のBramo 329開発とBMW社のBMW 139開発に資金援助を行った。しかし、開発開始直後にBMWがブラモの技術者を引抜いて自社のプロジェクトに参加させてしまったため、最終的にBMW 132を二重星型化（複列化）したBMW 139のみが航空省のプロジェクトの対象として提案されることとなった。
当初、BMW 139は爆撃機や輸送機などの大型機で使用することを想定していたが、計画の半ばにフォッケウルフのクルト・タンクがFw 190のエンジンとして使用することを提案した。空冷星型エンジンは液冷エンジンに比べて前面投影面積が大きくなりがちなため、当時のヨーロッパでは星型エンジンを陸上戦闘機に搭載することは珍しかった。しかし、タンクはカウリングや胴体形状を空気力学的に洗練させ、気流の経路を工夫することで抗力を減らすことは可能だと判断したのである。
以上の経緯で始まったエンジン開発の際に主に問題となったのは、シリンダー先端までを冷却できる量の空気の供給であった。通常はカウリングの開口を大きく取ることで冷却空気を増加させるのだが、Fw 190では空気抵抗を可能な限り小さくする方針だったため、機体の前面面積を大きくするような方法を取ることはできなかった。そこでタンクはプロペラスピナーの後方にファンを設置して送風を行い、シリンダーを冷却するシステムを採用した。この冷却ファンはエンジンの動力で駆動され、エンジンを通過した空気の一部はS字型ダクトによってオイルクーラーへ流される仕組みになっていた。
しかし、それでもBMW 139を搭載したFw 190の原型機はひどいオーバーヒートに悩まされ、冷却システムが不完全であることは明らかであった。
そこで開発陣は一からエンジンを設計し直すことにし、設計からある程度時間が経過していたBMW 139の陳腐化も併せて解消することにした。このような経緯で生まれた新エンジンがBMW 801である。新エンジンは完成し次第直ちに量産に移れるものを目標とし、1938年10月から開発が始められ、設計開始から半年後の1939年春には試作品が完成し、1940年から量産が始まった。

## 特徴
BMW 139と801の最大の違いはシリンダー数（前者は18気筒、後者は14気筒）だが、それ以外の基本的な設計はほぼ同じである。なお気筒数が減った分、シリンダーひとつあたりの排気量は大きくなっている。同時代の液冷エンジンでは気筒あたり4つ以上のバルブを備えているのが一般的で、空冷エンジンでもイギリスのブリストル社製のものはスリーブバルブを採用することでバルブ数を増やしていたが、BMW 801では139のオーソドックスな設計を踏襲したため、気筒あたり吸排気バルブはそれぞれ1つずつしかなかった。また、当初導入された過給機はエンジン駆動の1段2速機械式（DB 601のような流体継手式ではない）であり、中高度以上での性能は制限された。
BMW 801には先進的な技術が導入されており、冷却のために金属ナトリウムを封入した中空排気バルブや機械式燃料噴射装置、エンジンの制御機構（Kommandogerät、コマンドゲレート）などである、コマンドゲレートは機械式アナログコンピュータにより燃料の流量、プロペラピッチ、過給機のセッティング、空燃比と点火時期などがスロットルレバーの操作で自動調節され、エンジン操作の負担を軽減していた。これは現代の航空機のFADECなどエンジン制御の先駆けとされる。

## 派生型
※概ね開発の時系列順に表示
BMW 801A
BMW 801の設計開始から6ヶ月ほど経った1939年4月に第1号が完成した、最初期に開発された型。
BMW 801B
ギアボックスの変更によってA型とプロペラシャフトの回転方向を逆にした型。双発機にA型と一組で搭載してプロペラ回転やプロペラ後流によるトルクの偏向を打ち消すことを狙っていた。
BMW 801L
A型を砂漠用に改修した型。
BMW 801C
エンジン冷却が不十分だったA/B/L型の代替型。新しい油圧式プロペラコントロールを採用し、エンジン冷却を改善するためのいくつかの改修がなされていた。Fw 190A-1に搭載されたC-1の離昇出力は1560hpであったが、Fw 190A-2に搭載されたC-2の出力は1600hpに向上した。なお、短期間でC型はD型に取って替わられた。
BMW 801D
C型の代替として開発され、量産された多くのFw 190に搭載された型。A/B/C型ではオクタン価87の燃料を用いていたが、D型ではオクタン価100のものを必要とした。離昇出力はD-1では1700hp、強化されたD-2では1730hpであった。BMW 801Dには水とメタノールをそれぞれ50パーセントずつ混合し過給部に吹き付けて吸気を冷却する"MW 50"（水メタノール噴射）が取付け可能な設計になっていたが、実際にMW 50が実装されるのは大戦の後半になってからであった。この水メタノール噴射によってブーストを行うことで低・中高度での性能が著しく向上し、離昇出力を2000hpまで引上げることができた。
BMW 801G/H
D型を爆撃機向けに改修した型。ギア比を下げて大型プロペラを回転させた。G型とH型でプロペラシャフトの回転方向が互いに逆であり、A/B型と同様に双発機に一対で搭載すればトルクの相殺が可能であった。
BMW 801E
D-2の過給機のギアボックスを高高度向けに最適化した型。D-2と離昇出力は変わらないが、巡航出力で100hp以上、上昇時や格闘戦向けのハイパワーモードの出力で150hpほど相対的に出力が増加している。
BMW 801R
E型を基に改修した型で、過給機をより強力な2段4速のものに変更した型。
BMW 801F
E型の出力向上型。離昇出力は2400hpにまで達したが、生産が始まる前に戦争が終結した。
BMW 801J
D型を改修して排気タービン過給機を搭載した型。離昇出力は1810hpであるが、高度12000m付近で1500hpもの大出力を発揮することができた（D型では同高度で630hp程度しか出せなかった）。しかし、高コストのため量産は見送られた。
BMW 801Q
E型を改修して排気タービン過給機を搭載した型。高度12000m付近で1700hp以上を出力しており、当時の連合国側のエンジンには匹敵するものがない。しかし、J型と同様にコスト面の問題から量産は行われていない。

## エンジン取付部の規格も含めた型式名に関して
第二次大戦中のドイツ軍機はエンジン部分をユニット化・モジュール化して胴体部分との取り付けの便を図っており、BMW 801の場合もカウリングとセットにされて胴体とネジ止めすれば使用可能な状態で工場から出荷されていた。エンジン側の取り付け部の規格にはMotoranlage（発動機装置、略号M）とTriebwerksanlage（原動機装置、略号T）があり、TはMを拡張したもので互換性があった。
BMW 801ではこの規格（MかTか）を用いてエンジン本体とカウリング等の付属品も含めた製品としての型式が表記される場合があり、例えばM規格のA/B/L型はそれぞれMA/MB/MLとして出荷されている。この例では規格＋型が名称となっているが常にそうだったわけではなく、例えばT規格のE型はTGやTHとして出荷されている。もちろんこれはT規格のG型やH型という意味ではない（ちなみにT規格のG型やH型はそれぞれTL、TPと表記された）。
また、排気タービン過給機(Turbocharger)装備のJ型やQ型がT規格と特に関係なくTJやTQと呼ばれるなど、表記が非常に紛らわしいことがある。

## 諸元（BMW 801C-2）
- 形式：空冷星型複列14シリンダー（7シリンダー × 2列）
- ボア×ストローク：156 mm × 156 mm [1]
- 排気量：41.8 L [1]
- 全長：2,006 mm
- 直径：1,290 mm
- 重量：1,055 kg
- 1シリンダー当りのバルブ数：吸気 × 1、排気 × 1 （排気バルブはナトリウム冷却）
- 燃料供給方式：燃料噴射
- 圧縮比：6.5
- 過給機：1段2速スーパーチャージャー [1]
- 離昇出力/回転数：1,600 hp / 2,700 rpm[1]
- 出力排気量比：38.2 hp/L
- 出力重量比：1.52 hp/kg
- 燃費：0.23 kg/(hp・h)[2]

## 搭載機
- Do 217
- Fw 190
- Ju 88
- Ju 188
- Ju 290
- Ju 388(en:Junkers Ju 388)
- Ju 390(en:Junkers Ju 390)
- Me 264